# Erika Netzer
Erika Netzer (* 23. Juni 1937 in St. Gallenkirch, Vorarlberg; † 30. November 1977 in St. Gallen, Schweiz) war eine österreichische Skirennläuferin. Sie feierte in den 1950er- und 1960er-Jahren zahlreiche Siege bei internationalen Rennen und wurde vierfache österreichische Meisterin. Bei den Skiweltmeisterschaften 1962 gewann sie die Silbermedaille im Riesenslalom und jeweils die Bronzemedaille im Slalom und in der Kombination.

## Karriere
Netzer begann im Alter von fünf Jahren mit dem Skilauf, Mitte der 1950er-Jahre wurde sie in den ÖSV-Nachwuchskader aufgenommen. 1956 gewann sie die österreichische Juniorenmeisterschaft in der Abfahrt, ein Jahr später feierte sie im Riesenslalom von Semmering den ersten Sieg in der allgemeinen Klasse und stieg in den A-Kader auf.
Im Winter 1958 gelangen der Montafonerin Siege in den Abfahrten von St. Moritz und beim Gornergrat-Derby in Zermatt sowie dem Gamperney-Derby in Grabs. In Arosa kam sie jedoch schwer zu Sturz und brach sich beide Beine. In der Saison 1958/59 war Netzer die überragende Läuferin und konnte insgesamt neun Rennen gewinnen: Bei den Arlberg-Kandahar-Rennen in Garmisch-Partenkirchen gewann sie, trotz eines Gipsverbandes an der Hand, mit der relativ hohen Startnummer 27 am 6. Februar die Abfahrt mit 0,5 s Vorsprung vor der bereits als Siegerin gefeierten Schweizerin Madeleine Berthod. Weitere Abfahrtserfolge gelangen ihr in Cortina d’Ampezzo und in Chamonix, wo sie auch die Kombination gewann. Im Riesenslalom war sie unter anderem in Innsbruck und Hochsölden erfolgreich und bei den österreichischen Meisterschaften in Kitzbühel gewann sie drei Titel in der Abfahrt, im Slalom und in der Kombination. Im Winter 1959/60 konnte Netzer ihre Siegesserie jedoch nicht fortsetzen. Zwei zweite Plätze in den Riesenslaloms von Kitzbühel und Hochsölden waren ihre besten Saisonresultate. In der Arlberg-Kandahar-Abfahrt in Sestriere wurde sie Dritte. Enttäuschend verliefen auch die Olympischen Spiele 1960 in Squaw Valley. In der Abfahrt belegte sie nur den achten Platz, im Riesenslalom fiel sie aus.
In der Saison 1960/61 feierte Netzer wieder mehrere Siege: Sie gewann Abfahrt und Kombination der Silberkrugrennen in Bad Gastein (3. bis 5. Februar), die Kombination bei der Weltmeisterschaftsprobe in Chamonix (23./24. Februar), Slalom und Kombination des Gornergrat-Derbys in Zermatt (17.–19. März) sowie die Riesenslaloms in Crans-Montana (22. März 1961) und Tschagguns. Laut einer am 16. März veröffentlichten Weltrangliste führte sie die Riesenslalomwertung an. Im nächsten Winter gewann sie den Riesenslalom am Zettersfeld in Lienz (17. Dezember 1961) und erneut die Abfahrt von Bad Gastein (17. Januar 1962) Bei den für Österreich überaus erfolgreichen Weltmeisterschaften 1962 in Chamonix hatte Netzer maßgeblichen Anteil an den insgesamt sieben Medaillen der österreichischen Skidamen. Im Riesenslalom gewann sie knapp hinter Marianne Jahn die Silbermedaille und im Slalom holte sie hinter Jahn und Goitschel die Bronzemedaille. Nur in der Abfahrt kam sie lediglich auf den zehnten Platz, wodurch sie zwar einen möglichen WM-Titel in der Kombination vergab, aber dennoch die Bronzemedaille gewann.
Im Winter 1963 entschied Netzer mit zweiten Plätzen in Abfahrt und Slalom die Kombination des ersten Goldschlüsselrennens (14. bis 17. Januar) für sich, weitere Podestplätze (jeweils Rang 2 im Slalom und in der Kombination) waren ihr in Oberstaufen am 4./5. Januar gelungen. Allerdings zog sie sich beim Goldschlüsselrennen eine schwere Rippenfellentzündung zu, weshalb sie die Saison schließlich vorzeitig beenden musste. Eher unerwartet gab sie im Dezember 1963 ihr Ausscheiden aus dem Olympiakader bekannt, wobei sie anführte, dass sie sich den gesundheitlichen Belastungen nicht gewachsen fühle und es familiäre Rücksichten gibt.
Netzer erlag im Alter von 40 Jahren einem Leberleiden. Seit 1996 veranstaltet der Wintersportverein St. Gallenkirch jährlich den „Erika-Netzer-Gedächtnislauf“.

## Erfolge

### Olympische Winterspiele
- Squaw Valley 1960: 8. Abfahrt

### Weltmeisterschaften
- Squaw Valley 1960 : 8. Abfahrt
- Chamonix 1962: 2. Riesenslalom, 3. Slalom, 3. Kombination, 10. Abfahrt

### Österreichische Meisterschaften
- Vierfache österreichische Meisterin: Abfahrt, Slalom und Kombination 1959; Riesenslalom 1962